# Pandelis Kafes
Pandelis Kafes (ur. 24 czerwca 1978 w Werii) – grecki piłkarz występujący na pozycji defensywnego pomocnika.

## Kariera
Pandelis Kafes karierę zaczynał w styczniu 1995 roku w miejscowym klubie Veria FC. Od sezonu 1996/1997 grał w PAOK FC. Rozpoznawalnym zawodnikiem stał się w trakcie sezonu 1998/1999, kiedy to wystąpił w 27 meczach i strzelił 7 goli. W 2001 roku zdobył puchar Grecji. Przed sezonem 2003/2004 przeszedł do Olympiakosu SFP. W tym zespole dwa razy z rzędu zdobył dublet (mistrzostwo i puchar Grecji), a także zadebiutował w Lidze Mistrzów. W sezonie 2005/2006 w UEFA Champions League Kafes strzelił 2 bramki, lecz jego drużynie nic to nie dało – w obu przypadkach Olympiakos SFP przegrał 1-2. Od tego sezonu Grek gra w AEK Ateny.
W reprezentacji Grecji Pandelis Kafes debiutował w kwietniu 2001 roku w towarzyskim meczu z reprezentacją Chorwacji, a pierwszego gola strzelił w spotkaniu z reprezentacją Austrii w roku 2003. Rok później pomocnik zdobył z drużyną narodową Mistrzostwo Europy.
Jest jednym z niewielu graczy z pola (pomocnik), którzy występują z numerem 1 na koszulce. Zwykle przydzielany jest on bramkarzowi.